# 気づいてよ… I Love You
「気づいてよ… I Love You」は、Lily.の2枚目のシングル。

## 収録曲
1. 気づいてよ… I Love You
作詞：Lily.
作曲・編曲：lil'showy
ポッキースペースシャワーTV バージョン CFソング
TBS系『CDTV』11月度エンディングテーマ
2. WITH YOU
作詞：Lily.・lil'showy・C
作曲・編曲：lil'showy
3. 遠く離れた場所で feat. C (STY Gin n' Tonic Remix)
作詞：Lily.,lil'showy
作曲：lil'showy,MANABOON
4. 気づいてよ… I Love You (instrumental)